# Kanton Pontorson
Pontorson is een kanton van het Franse departement Manche. Het kanton maakt deel uit van het arrondissement Avranches.

## Gemeenten
Het kanton Pontorson omvatte tot 2014 de volgende 10 gemeenten:
- Aucey-la-Plaine
- Beauvoir
- Huisnes-sur-Mer
- Macey
- Le Mont-Saint-Michel
- Pontorson (hoofdplaats)
- Sacey
- Servon
- Tanis
- Vessey

Na de herindeling van de kantons door het decreet van 24 februari 2014, met uitwerking op 22 maart 2015, telde het kanton 24 gemeenten.
Op 1 januari 2016 werden de gemeenten Pontorson, Macey en Vessey samengevoegd tot de fusiegemeente (commune nouvelle) Pontorson en de gemeenten Ducey en Les Chéris samengevoegd tot de fusiegemeente (commune nouvelle) Ducey-Les Chéris.
Sindsdien omvat het kanton volgende gemeenten :
- Aucey-la-Plaine
- Beauvoir
- Céaux
- Courtils
- Crollon
- Ducey-Les Chéris
- Huisnes-sur-Mer
- Juilley
- Marcilly
- Le Mesnil-Ozenne
- Le Mont-Saint-Michel
- Poilley
- Pontaubault
- Pontorson (hoofdplaats)
- Précey
- Sacey
- Saint-Ovin
- Saint-Quentin-sur-le-Homme
- Servon
- Tanis
- Le Val-Saint-Père

Agon-Coutainville · Avranches · Bréhal · Bricquebec-en-Cotentin · Carentan-les-Marais · Cherbourg-en-Cotentin-1 · -2 · -3 · -4 · -5 · Condé-sur-Vire · Coutances · Créances · Granville · La Hague · Isigny-le-Buat · Le Mortainais · Les Pieux · Pont-Hébert · Pontorson · Quettreville-sur-Sienne · Saint-Hilaire-du-Harcouët · Saint-Lô-1 · -2 · Valognes · Val-de-Saire · Villedieu-les-Poêles